# Скрынников, Евгений Семёнович
Евге́ний Семёнович Скры́нников (5 июля 1930, Москва — 20 октября 2021, Ферапонтово) — русский живописец и график, художник книги, поэт, член Московского Союза художников.
Провёл более 10 персональных выставок, работал в издательствах «Советский писатель», «Советская Россия», «Московский рабочий», «Молодая Гвардия», «Современник» и т. д. Иллюстрировал и оформлял книги Андрея Платонова, Михаила Лермонтова, Валентина Катаева, Эдуарда Асадова и т. д. Работы Е. С. Скрынникова находятся в коллекциях Третьяковской Галереи (отдел Графики), в Кабинете Гравюр Государственного музея изобразительных искусств имени А. С. Пушкина, в частных коллекциях в России и за рубежом.

## Биография
Евгений Скрынников родился 5 июля 1930 года в Москве. Детство провёл на Арбате, в переулке Сивцев Вражек дом № 9.
Отец — видный советский деятель, Семён Емельянович Скрынников (1898—1969), член коммунистической партии с 1917 года, в Гражданскую войну помощник начальника полиотдлела дивизии, майор. После гражданской войны работал в Промкооперации, окончил Промакадемию, работал в ЦК. Затем заместитель народного комиссара пищевой промышленности Анастаса Микояна, в 1938—1939 — нарком снабжения СССР. В 1939 году снят с должности наркома, в течение года ждал ареста. В 1940 году был назначен директором табачной фабрики «Дукат». До 1960 года служил на различных государственных должностях в табачной промышленности. Закончил свою карьеру заместителем начальника Главтабака СССР, членом Коллегии Министерств.
Мать, Скрынникова Татьяна Ивановна, в девичестве Маливанова, её отец был директор городского образцового 4-х классного училища им. Ушинского, в городе Старый Оскол Курской губернии. Комсомолка, синеблузница, Ворошиловский стрелок. Училась в медицинском институте, во время Великой Отечественной войны работала хирургической сестрой в госпитале. После войны окончила зубоврачебное училище и до пенсии работала зубным врачом. И отец и мать Евгения Семёновича были убеждёнными большевиками.

### Детство
С 6 лет Евгения Скрынникова начали учить музыке, в 7 он уже был принят в детскую музыкальную школу им. Гнесиных, но он всегда хотел быть художником и рисовал с тех пор как себя помнил. В этом ему сильно помог родной дядя, Анатолий Иванович Маливанов, бывший офицер царской армии и актёр театра на Таганке. Он погиб в 1941 году в ополчении под Москвой. Всегда оставался родным, дом его бабушки, Варвары Андреевны Маливановой, в Сивцевом Вражке. Там жила семья родной сестры матери, в том числе его любимая сестра Эля, с которой он любил играть в четыре руки, на огромном чёрном концертном рояле.

### Военные годы
С началом войны в 1941 году вместе с матерью Евгений Скрынников был эвакуирован в Нижний Тагил, отец остался в Москве, на своём посту директора «Дуката». В Нижнем Тагиле жила и работала детским врачом, родная сестра отца Татьяна Емельяновна Скрынникова. Начались голодные и холодные годы войны. В 1942 году часть «Дуката» была эвакуирована в Свердловск, где была построена табачная фабрика, вслед за ней переехал и Е. С. Скрынников с родителями. В 1943 году вся семья вернулась в Москву. И Евгений Семёнович поступил в детскую художественную школу на Чудовке. Где преподавали замечательные художники — Моисей Тивельевич Хазанов, Михаил Семёнович Перуцкий; они были членами общества «НОЖ» («Новое общество живописи»). В 1945 году, окончив 7 классов Евгений Скрынников поступил в училище «Памяти 1905 года».

### Студенческие годы
В 1948 году, с 3 курса училища «Памяти 1905 года» Е. С. Скрынников переводится в Московское Городское Художественное училище на Театрально-декоративное отделение. Целый год шла очень интересная работа над декорация к оперному спектаклю. Художников для этой работы соединили с оперно-режиссёрским отделением ГИТИСа. После окончания работы была большая выставка эскизов декораций в ВТО (Всесоюзное театральное общество). С художниками занимался Михаил Исидорович Самородский. Курировали эту работу главный режиссёр Большого Театра Баратов и заслуженный художник СССР Виктор Шестаков. В 1950 году, Е. С. Скрынников окончил училище и поступил в Московский Полиграфический Институт. МПИ в это время ещё сохранял традиции ВХУТЕМАСа. Там преподавали крупные художники: А. Д. Гончаров, И. И. Чекмазов, Г. Т. Горощенко, П. Г. Захаров. Окончил институт Е. С. Скрынников без единой четвёрки, получив диплом с отличием.

### После учёбы
По распределению остался в Москве, вступил в Горком художников и графиков книги. Работал в центральных издательствах, таких как «Советский писатель», «Советская Россия», «Молодая Гвардия» и т. д. Участвовал в выставках Горкома художников и в молодёжных выставках МОСХа.
В 1968 году сделал первую персональную выставку в Центральном доме работников искусств. В том же году подал документы в Союз художников и был принят в графическую секцию в 1974 году. После этого участвовал во всех выставках Союза Художников СССР: Первой всесоюзной выставке рисунка, выставке «Голубые дороги Родины», выставке «Рисунок и акварель РСФСР», в московских весенних и осенних выставках. В 1975 году персональная выставка совместно с Е. Б. Адамовым.
Много сделал работ в технике цинкографии. Затем перешёл к технике литографии, после этого всё больше занимался живописью маслом. В 1979 году провёл совместную выставку с К. Мамоновым в МГУ на Ленинских Горах. В 1980 году совместная с К. Мамоновым выставка в Институте Капицы. Несколько работ куплено Третьяковской Галереей.
В 1990 году юбилейная выставка в Союзе Художников на Беговой, д. 7/9. Закупочная комиссия купила работы из четырёх графических серий: «До войны», «Будни и праздники в деревне», «Прогулки по Москве», «Разное». С 1987 года Е. С. Скрынников работает на кафедре рисунка и живописи в Московском полиграфическом институте в качестве старшего преподавателя.
С 1989 года каждое лето Е. С. Скрынников живёт в собственном доме в Вологодской области, рядом с посёлком Ферапонтово, в деревне Сиверово. С 1989 года заместитель председателя художественного совета в салоне на Ленинском, 99. С этого же года начинает постоянно сотрудничать с галереей «Russian Art», работы Е. С. Скрынникова покупаются частными коллекционерами из Германии, Франции, США, Англии, Японии.
В 1995 в Зеленограде, 2002 в студии Невинского, 2008 в культурном центре на Покровке («Город которого больше нет») проходят персональные выставки Е. С. Скрынникова. В мае 2011 года проходит презентация книги стихов и выставка живописи и графики в доме Московского Купеческого Общества. Проработав старшим преподавателем 14 лет, в 2001 году Е. С. Скрынников уходит из МПИ. Продолжая преподавать в своей студии в Северном Чертанове, в которой с 1984 года занимаются все желающие.